# Яворський Михайло Степанович
Михайло Степанович Яво́рський (22 квітня 1952,  Турка, Львівської області) — український вчений, кандидат технічних наук, професор, Член-кореспондент Української академії інформатики. 

## Життєпис
Народився 22.04.1952 року в м.Турка, Львівської обл.
Закінчив Явірську восьмирічну і Турківську середню школи.Протягом 1969-1970 р.р. вчителював у Турківському районі в селах Шандрівець та Явора.У 1977р. закінчив з відзнакою факультет прикладної математики і механіки Львівського державного університету ім. І. Франка за спеціальністю прикладна математика, у 2000 р. – Центральний інститут післядипломної педагогічної освіти АПМ та МАУП, за спеціальністю «економіка та управління трудовими ресурсами». Закінчив аспірантуру Інституту прикладних проблем механіки і математики НАН України (м. Львів), де під керівництвом академіка Підстригача Я.С. захистив кандидатську дисертацію.

## Наукова діяльність
Працював  вченим секретарем Західного наукового центру Національної академії наук України, завідувач відділом комітету економіки і розвитку території Львівської обласної державної адміністрації. З 1993 р.  – директор Львівського державного центру науки, інновацій та інформатизації (колишня назва Львівський державний центр науково-технічної та економічної інформації). У 1995 р. та 2011 р. пройшов стажування у США за програмами “Розвиток малого бізнесу і підприємництва” і “Права на інтелектуальну  власність: трансфер та комерціалізація технологій”. Читає навчальний курс «Інноваційний менеджмент».Професор Яворський є загальновизнаним у наукових колах лідером досліджень з цих проблем. Результати виконаних досліджень він узагальнив у монографії.
У 2000 р. закінчив спільну магістратуру Центрального інституту післядипломної педагогічної освіти Академії педагогічних наук України та Міжрегіональної Академії управління персоналом з присвоєнням ступеня магістра економіки та управління трудовими ресурсами.
Проходив стажування у США (в січні-лютому 1995 р.) та навчання за програмою семінару-тренінгу «Управління інтелектуальною власністю і трансфер технологій», входив до складу Міжнародної робочої групи «Інноваційні центри центральної і Східної Європи». Член-кореспондент Української академії інформатики.
Сформулював і разом з командою розпочав застосовувати  в управлінській практиці системний підхід із створення на базі матеріальних, фінансових та інтелектуальних ресурсів державного інформаційного підприємства, асоціації  малих інноваційних фірм, громадської освітянської організації та недержавного ВНЗ регіонального інформаційно-інноваційно-освітньо-просвітницького консорціуму (кластеру), здатного в умовах постіндустріального суспільства продукувати і передавати  в економіку нові знання та інформацію, сприяти вихованню високоморальної , високофахової бізнесової та інтелектуальної еліти, спроможної швидко реагувати на глобальні і локальні зміни.
М.С. Яворський є автором інвестиційних проектів "Регіональний інформаційно-аналітичний бізнес-інноваційний центр “Львівтехнополіс”, який презентувався на Міжнародній виставці "СеВІТ-96" у м. Ганновер (Німеччина) та "Розвиток інфраструктури підтримки науково-інноваційної та освітянської діяльності на базі Львівського центру науково-технічної і економічної інформації", який експонувався на міжнародних економічних форумах з питань розвитку прикордонного співробітництва в мм. Львові , Кракові, Жешові, Ерфурті, Таліні, Бялостоку (2001-2010рр.).
З 1993 року входив як експерт від України, до складу Міжнародної робочої групи ІСЕСЕ (Інноваційні центри в Центральній та Східній Європі). З 1998 р. до 2000 р. - член Міжнародної групи експертів з питань наукових парків та інноваційних центрів (SPICE GROUP). Член редколегій журналів "Допомога авторам нових ідей (ДАНІ)" та "Зовнішньоекономічний кур'єр".
В 1996 р. працював у робочих групах з підготовки проекту Розпорядження Президента України “Питання створення технопарків та інноваційних структур інших типів” та Всеукраїнської наради з питань взаємодії центральних і місцевих органів виконавчої влади щодо розробки та здійснення науково-технічної, інноваційної і промислової політики в Україні.
Як висококваліфікований спеціаліст-експерт з проблем організації і функціонування інноваційних структур був членом науково-технологічної ради із створення курортополісу "Трускавець" у формі спеціальної (вільної) економічної зони, є президентом західноукраїнської регіональної асоціації інноваційних фірм "Львівтехнополіс", членом правління об’єднання підприємницьких організацій Львівщини.
Брав участь у розробці проекту Програми державної підтримки комплексного розвитку 
м. Львова на 1998-2005 рр. та Стратегії розвитку міста Львова до 2027 р.,  член робочої групи з питань реалізації Стратегії економічного та соціального розвитку Львівської області до 2015 р.
Протягом 2005-2009 рр. виступав експертом у міжнародних проектах «Сталий розвиток Турківської транскордонної зони», «Розвиток співпраці і європейські фонди – інструменти інтеграції  місцевого самоврядування України і  Польщі», «Європейські фонди для самоврядування України – як правильно управляти європейським проектом», «Підтримка розвитку економіки України через розвиток регіонів» та «Створення сприятливих умов для розвитку інноваційних підприємств України на основі регіональних механізмів».
У складі творчого колективу отримав у 2005 р. державне свідоцтво про реєстрацію авторського права на твір практичного характеру “Концепція і технологія страхування здоров’я”, у 2009 р. – свідоцтво про реєстрацію авторського права на науково-практичний твір «Концепція три векторної системи охорони здоров’я».
Ініціатор створення в області вищого навчального закладу - Львівського інституту Міжрегіональної Академії управління персоналом, віце-президент громадської організації «Львівське крайове товариства «Рідна школа», заступник голови Всеукраїнського громадського Товариства “Бойківщина ХХІ століття”.
Був учасником парламентських слухань у Верховній Раді України на теми: «Національна інноваційна система України: проблеми формування та реалізації» (20.06. 2007 р.), «Захист прав інтелектуальної власності в Україні: проблеми законодавчого забезпечення та правозастосування» (21.03.2007 р.), «Стратегія інноваційного розвитку України  в умовах глобалізаційних викликів» (17.06.2009р.), «Про стан та законодавче забезпечення розвитку науки та науково-технічної сфери держави» (02.07.2014 р.) та слухань в Комітеті Верховної Ради з питань науки і освіти «Стан та проблеми реалізації Закону України «Про наукову та науково-технічну діяльність» (30.06.2010 р.), «Інтелектуальна власність в Україні. Стан та концептуальні засади розвитку» (15.10.2014 р.).

## Урядові нагороди
Відзначений урядовою нагородою - орденом “Знак пошани”, багатьма почесними грамотами, дипломами.